# Wereldkampioenschappen wielrennen 1928
De wereldkampioenschappen wielrennen op de baan en de weg vonden in 1928 plaats van 14 tot 20 augustus in Boedapest. Het wereldkampioenschap op de weg bij de profs en de amateurs werd verreden op donderdag 16 augustus 1928.

## Beroepsrenners
Het was nog maar de tweede maal dat er een apart wereldkampioenschap voor profs werd verreden. Er mochten drie renners per land deelnemen. Zestien renners kwamen aan de start, slechts acht haalden de finish. De deelnemers waren:
- voor België: Jef Dervaes, Jules Vanhevel en Georges Ronsse
- voor Frankrijk: Ferdinand Le Drogo
- voor Duitsland: Auguste Brandes, Herbert Nebe en Bruno Wolke
- voor Oostenrijk: Max Bulla, Otto Cap en Walter Cap
- voor Italië: Costante Girardengo, Gaetano Belloni en Alfredo Binda
- voor Zwitserland: Georges Antenen, Heiri Suter en Albert Blattmann.

De race over 192 kilometer werd gereden over stofferige, onverharde en stenige wegen en in een verzengende hitte. Na 45 kilometer demarreerde Vanhevel en enkel Ronsse ging mee. De anderen aarzelden en de twee Belgen konden verschillende minuten voorsprong bijeenfietsen. De Italiaanse favorieten Girardengo en titelverdediger Binda waren grote rivalen en wilden niet voor elkaar rijden; uiteindelijk zouden ze allebei opgeven. Belloni offerde zich op, maar hij werd door bandenpech teruggeslagen, net als verschillende andere deelnemers.
Onderweg viel Vanhevel na een botsing met een ossenspan en kwetste zich bij die val. Hij kon terugkeren bij Ronsse maar toen die op 70 km van het einde op een helling demarreerde moest Vanhevel passen en opgeven. Zo kon Ronsse winnen met een voorsprong van meer dan 15 minuten op de Duitsers Nebe en Wolke, wat nog altijd de grootste voorsprong is waarmee een wereldkampioenschap is gewonnen. Ronsse zou het jaar daarop zijn titel verlengen.

### Uitslag
| Wegrit |                    |          |
| Plaats | Naam               | Tijd     |
| Goud   | Georges Ronsse     | 6u20'10" |
| Zilver | Herbert Nebe       | +19'43"  |
| Brons  | Bruno Wolke        | z.t.     |
| 4      | Joseph Dervaes     | +36'13"  |
| 5      | Walter Cap         | z.t.     |
| 6      | Max Bulla          | z.t.     |
| 7      | Otto Cap           | z.t.     |
| 8      | Ferdinand Le Drogo | +42'26"  |

## Amateurs
De wegwedstrijd voor amateurs werd later op dezelfde dag gereden en werd na 200 kilometer beslist in een spurt. Die werd gewonnen door de Italiaan Allegro Grandi in 6 uur 55 min. 9 s, voor zijn landgenoot Michele Mara. De Belgische kampioen Jean Aerts werd derde.
| Wegrit |                     |          |
| Plaats | Naam                | Tijd     |
| Goud   | Allegro Grandi      | 6u55'09" |
| Zilver | Michele Mara        | z.t.     |
| Brons  | Jean Aerts          | +13'45"  |
| 4      | Laszlo Vida         | z.t.     |
| 5      | André Aumerle       | +17'49"  |
| 6      | Cosme Saavedra      | +21'32"  |
| 7      | Bernhard Stübecke   | +21'42"  |
| 8      | Mihaly Vida         | +22'24"  |
| 9      | Anton Chtil         | +24'45"  |
| 10     | Gottlieb Wanzenried | +25'10"  |

1921 · 
1922 · 
1923 · 
1924 · 
1925 · 
1926 · 
1927 · 
1928 · 
1929 · 
1930 · 
1931 · 
1932 · 
1933 · 
1934 · 
1935 · 
1936 · 
1937 · 
1938 · 
1946 · 
1947 · 
1948 · 
1949 · 
1950 · 
1951 · 
1952 · 
1953 · 
1954 · 
1955 · 
1956 · 
1957 · 
1958 · 
1959 · 
1960 · 
1961 · 
1962 · 
1963 · 
1964 · 
1965 · 
1966 · 
1967 · 
1968 · 
1969 · 
1970 · 
1971 · 
1972 · 
1973 · 
1974 · 
1975 · 
1976 · 
1977 · 
1978 · 
1979 · 
1980 · 
1981 · 
1982 · 
1983 · 
1984 · 
1985 · 
1986 · 
1987 · 
1988 · 
1989 · 
1990 · 
1991 · 
1992 · 
1993 · 
1994 · 
1995 · 
1996 · 
1997 · 
1998 · 
1999 · 
2000 · 
2001 · 
2002 · 
2003 · 
2004 · 
2005 · 
2006 · 
2007 · 
2008 · 
2009 ·
2010 · 
2011 · 
2012 · 
2013 · 
2014 · 
2015 · 
2016 · 
2017 · 
2018 · 
2019 · 
2020 ·
2021 ·
2022 ·
2023 ·
2024 ·
2025 ·
2026